# Ernesto Laguardia
Ernesto Laguardia  (Mexikóváros, Mexikó, 1959. október 5.) mexikói színész, műsorvezető.

## Élete és pályafutása
Ernesto Laguardia 1959. október 5-én született Mexikóvárosban. 1987-ben a Quinceañera című telenovellában játszott Adela Noriega mellett. 1993-ban főszerepet kapott a Los parientes pobres-ben. 2001-ben a Szeretők és riválisok sorozatban önmagát alakította. 2003-ban az Amor real című sorozatban kapott szerepet.
Felesége Patricia Rodríguez, akitől három gyermeke van.

## Filmográfia
- Amores con trampa (2015) .... Santiago Velasco
- Könnyek királynője (Corona de lágrimas) (2012-2013) .... Rómulo Ancira
- Fuego en la sangre (2008) .... Juan José Robles
- Amor sin maquillaje (2007)
- Mundo de fieras (2006) .... Leonardo Barrios
- Alborada (2005) .... Cristóbal de Lara Montemayor y Robles
- Amarte es mi pecado (2004)
- Tiszta szívvel (Amor real) (2003) .... Humberto Peñalver y Beristáin Curiel
- Szeretők és riválisok (Amigas y rivales) (2001) .... Ernesto Laguardia
- Aventuras en el tiempo (2001)
- Amigos x siempre (2000) .... Salvador Vidal Ruvalcaba
- Cuento de navidad (1999) .... Miguel Méndez
- Gotita de amor (1998) .... Dr. Alberto
- Desencuentro (1998) .... Luis Torres
- Mi querida Isabel (1996) .... Luis Daniel Márquez Riquelme
- La antorcha encendida (1996) .... Ignacio Allende
- Lazos de amor (1995) .... Bernardo Rivas
- Alondra (1995) .... Carlos Támez
- Los parientes pobres (1993) .... Jesús Sánchez "Chucho"
- La sonrisa del Diablo (1992).... Rafael Galicia
- Cenizas y diamantes (1990) .... Julián Gallardo
- Flor y canela (1989) .... Pablo
- Tiempo de amar (1987) .... Héctor
- Quinceañera (1987) .... Pancho
- Pobre juventud (1986-1987) .... Muelas
- Marionetas(1986) .... Sergio
- Los años pasan (1985) .... Cuco
- La fiera (1983) .... Raúl